# Max König (Schauspieler)

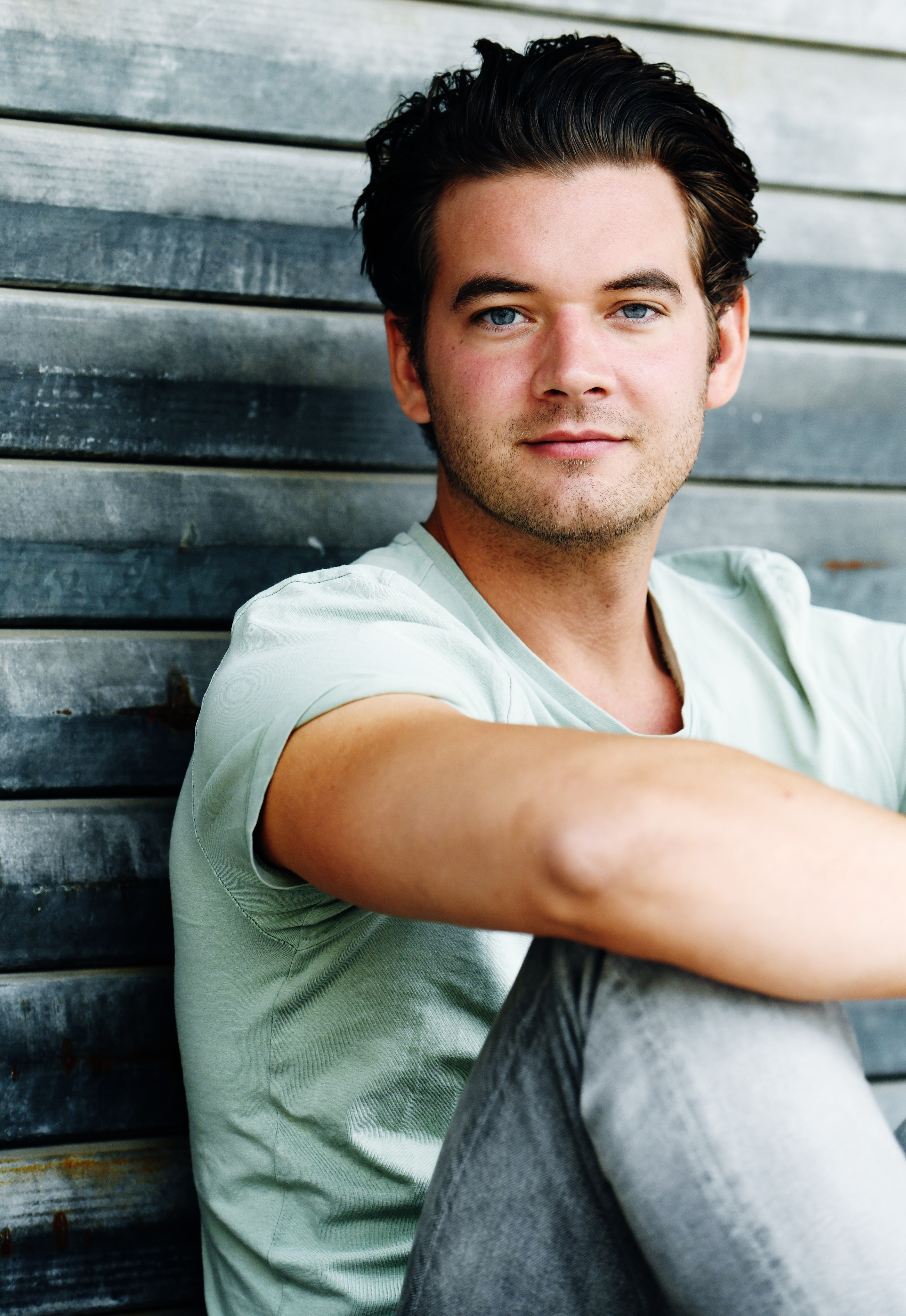
Max König (2019)

Max König (* 18. April 1988 in Ratingen) ist ein deutscher Schauspieler.

## Leben
Max König entschloss sich bereits mit fünf Jahren im Sommer 1993 Schauspieler zu werden, nachdem seine Familie eine Aufführung der Karl-May-Festspiele in Bad Segeberg besucht hatte. Er machte sein Abitur am Möllner Gymnasium und wurde bei einem Casting von einer Schauspielagentin entdeckt und unter Vertrag genommen wurde.
Schon als Jugendlicher wirkte Max König in diversen Kurz- und Independent-Filmen mit. Eine Zeit lang lebte er in Los Angeles und nahm Schauspielunterricht. Immer wieder zog es ihn auf die Theaterbühne, unter anderem wirkte er in der Brecht-Inszenierung im Thalia Nachtasyl, im Familienmusical Till Eulenspiegel und bei den Karl-May Spielen in Bad Segeberg mit. Neben dem Schauspiel absolvierte er sein Studium im Fach Media Economics und arbeitet als Autor und Producer.
Erste Bekanntheit erlangte er durch die Rolle des Clemens Manthey in der Fernsehserie In aller Freundschaft. Seit März 2020 (Folge 25) verkörpert er Jakob Frings in der Serie WaPo Bodensee.
Max König wohnt in Hamburg.

## Filmografie
- 2009: Postwendend
- 2010: Yabbaa
- 2011: Jack Slaughter – Tochter des Lichts
- 2011: Alles Gute kommt...
- 2011: Herman the German
- 2011: Problemväter
- 2012: about:blank
- 2013: Ein Augenblick
- 2013: What doesn’t kill us
- 2013: Laura
- 2014: Childhood
- 2014: Abwärts
- 2014: Synthesis
- 2014: Die Brücke
- 2014: Freischwimmer
- 2015: Erwartungen
- 2015: In aller Freundschaft (Fernsehserie, 14 Folgen)
- 2016: A Non Binary Girl
- 2017: Game of Cones
- 2018: Schachmatt
- seit 2020: WaPo Bodensee (Fernsehserie)
- 2022: Alles was zählt (Fernsehserie, 5 Folgen)

## Synchronrollen
- 2018: Arrested Development
- 2018: Unbreakable Kimmy Schmidt

## Theater
- 2011: Monologauszug: Das Leben auf der Praca Roosevelt – Rolle: Aurora – Regie: Norbert Skrovanek – Theater an der Marschnerstraße
- 2011: (B)Recht kommt in die Gänge – Rolle: Paul Ackermann – Regie: Robin Brosch – Thalia Nachtasyl
- 2012: (B)Recht kommt endlich in die Gänge – Rolle: Paul Ackermann – Regie: Julian Struck – Gängeviertel Hamburg
- 2013: Till Eulenspiegel Musical – Rolle: Till Eulenspiegel – Regie: Annette Greve – Deutsche Kammerschauspiele Endingen
- 2014: Karl May Festspiele Winzendorf – Rolle: Kleiner Bär – Regie: Rita Sereinig
- 2015: Karl-May-Festspiele Winzendorf – Rolle: Old Shatterhand – Regie: Martin Exel
- 2017: Karl-May-Spiele Bad Segeberg – Rolle: Apanatschka – Regie: Norbert Schultze jr
- 2017: Theatergastspiele Fürth – Der Regenmacher – Rolle: File – Regie: Thomas Rohmer
- 2018: Karl-May-Spiele Bad Segeberg – Rolle: Yuma Shetar – Regie: Norbert Schultze jr
- 2019: PST Entertainment – Endlich allein – Rolle: Stefan – Regie: Michael Knoll – Volkstheater Geisler Lübeck